# 魔装機神サイバスター (テレビアニメ)
『魔装機神サイバスター』（まそうきしんサイバスター）とは、1999年5月3日から同年10月25日までテレビ東京系列で放送されたロボットアニメ。全26話。

## 概要
ゲーム「スーパーロボット大戦シリーズ」に登場するオリジナルロボット『魔装機神サイバスター』をアニメ化したスピンオフ作品。内容は大幅に改編されており、主役ロボット・サイバスターのデザインと一部の固有名詞を除きアニメオリジナルとなっている。
ストーリーは父子関係を主軸としたヒューマンドラマが中心となっており、アニメ的誇張を避けたキャラクターデザインや現行兵器を踏まえたメカデザインなどリアルさを追求している。一方、ロボットアニメとしてはメカ描写が少なく、そのクオリティについても「絵のクオリティについては申し訳ないと思う部分もあります」と監督自ら釈明しており、ビデオソフト版では大幅なリテイクが施された。また、ビデオソフトでは本放送時に第7話となった総集編が収録されず第8話以降が1話繰り上がり、テレビ未放映話が第26話という扱いとなっている。
主題歌「戦士よ、起ち上がれ!」はロボットアニメソングとして高い評価を得ており、第4回アニメーション神戸の主題歌賞で5位に入賞している。

## ストーリー
西暦2040年。大地震による被害、自然環境の破壊で東京は壊滅状態となっていた。
主人公・安藤ケンは、地球環境調査研究所「D.C.」（デバイン・クルセイダーズ）への入隊を目指していたが落第。失意に沈むケンであったが、そんな時に新宿上空で謎の大爆発が発生し、正体不明の巨大ロボット（サイバスター）が現れた。D.C.の新入隊員が次々とやられる中、ケンは機転を利かせて巨大ロボットを退ける。その活躍が認められたケンは、戦闘で欠員の出たD.C.に入隊を許される。夢が叶って喜ぶケンだが、その日を境に武装化を始めたD.C.には不穏な空気が流れ始めていた。

## 登場人物

### 主人公と協力者
安藤ケン
声 - 有馬克明
本作の主人公。妹想いで、妹の喘息を少しでも軽くするためにD.C.に志願。成績が悪かったため、補欠合格でD.C.に入隊する。D.C.に懐疑的で家庭を顧みない竜蔵を軽蔑している。しかし、怪我をしたマサキに代わってサイバスターの操縦者に選ばれたことからD.C.の実態を知り、マサキを連れて脱走。以降はサイバスターを駆ってD.C.と戦った。
性格はお調子者で、普段の任務も真面目に取り組まないことが多い。しかし、仲間がピンチの際には身を挺して助けに行くなど、いざという時には高い行動力を発揮する。
上条ミズキ
声 - 増田ゆき
ケンの幼馴染で、共にD.C.に入隊する。勝気で、いい加減な性格のケンとは喧嘩が絶えない。マイクロブラックホールの発生装置である黒い箱に興味を持ったため、サフィーネから命を狙われた。マサキに助けられてラ・ギアスの存在とD.C.の実態を知り、ケンと共にD.C.を脱走する。後にマサキの跡を継ぎジェイファーの操縦者となる。
尾崎ナナセ
声 - 永田亮子→小林由美子
ケン、ミズキと同じ新入隊員。サイバスター出現とダラス達傭兵が来てから、D.C.が変わることに不信を抱くようになり、D.C.を辞めないかと仲間達と相談する。辞めた後は、ケン達を探し出しD.C.と戦うメンバーに加わった。
リューネ・フランク
声 - 武藤寿美
D.C.創設者フランク博士の娘。非常に高飛車な態度で周りからの評判は良くない。D.C.がシュウに乗っ取られつつある中、実力を示すために父親の残したバルシオンに乗りこんだが、魔装機神には歯が立たず、D.C.内で孤立してしまう。シュウ所長達の思惑を知ってしまった後、別荘に隠されていたバルシオーネのパイロットとなり、D.C.を取り戻そうとしていた。後にザムジードの操縦者に選ばれる。
マサキ
声 - 吉岡文夫、少年期 - 三浦七緒子
異世界ラ・ギアスにホワイトホールを通じて送り込まれてくる廃棄物の出所を調べるため、サイバスターに乗って地球にやって来た青年。ミズキを助けた際に負傷してD.C.に捕らわれるが、ケン達に助けられて共に戦う仲間となる。ケンがサイバスターの操縦者に選ばれてからは、ジェイファーの操縦者となる。実はミズキの生き別れの兄、潤一だったが、ラ・ギアスに流れ着いた時には以前の記憶を失っており、マサキの名前もラ・ギアスの神官たちから名付けられた名前だった。ミズキを庇ってマイクロブラックホールに飲み込まれてしまう。
安藤サユリ
声 - 永田亮子
ケンの妹。長いこと喘息を患っているため、体が弱い。後にガッテスの操縦者に選ばれる。
安藤竜蔵
声 - 森田順平
ケン・サユリの父親。フリージャーナリスト。妻の死の原因となった謎の爆発現象を取材し、黒幕がD.C.ではないかと疑っている。
上条一徹
声 - 小高三良
ミズキの父親。D.C.のチーフメカニック。ケン達の良き理解者。

### D.C.
シュウ・ゾルダーク
声 - 根岸朗
現D.C.所長。ラ・ギアスで反乱を起こして異次元の監獄に収監されていたが、偶然ホワイトホールを通じて2020年の地球に漂着する。その後、地球人の科学者に成りすましてD.C.に参加。フランク博士を事故に見せかけて殺し、所長の座に着いた。
故郷ラ・ギアスへの復讐を目論んでおり、その第一歩として地球征服を計画していた。当初は、ラ・ギアス人のスタッフのみでフランク博士の遺したロボット兵器の量産やマイクロブラックホール砲の実用化を密かに進めていたが、サイバスター出現後には自衛を理由に表立ってD.C.の軍隊化を推し進めた。
サフィーネ・グレイス
声 - 三浦七緒子
シュウの忠実な部下で、D.C.のRT隊の隊長。美人だが鬼隊長としてD.C.隊員に恐れられている。シュウと同じくラ・ギアスの反逆者で異次元の監獄に収監されていたが、シュウの手引きによって地球へやってきた。
隊長として瓦礫の撤去作業に出動する立場から、屋外でのマイクロブラックホールの発生実験を担当していた。しかし、マイクロブラックホールの発生装置をミズキや竜蔵に見られたため、2人を事故に見せかけて殺害しようとする。
イザキ
声 - 乃村健次
D.C.の教官。実直な性格だが権力に弱く、D.C.の武装化に疑問を感じながらもシュウ達に全く頭が上がらない。そのため、D.C.の武装化に反対する隊員たちとの板ばさみになり、たびたび罵声を浴びせられていた。その後、ダラス達がやってきてからはD.C.内に居場所が無くなってしまい、単身サイバスターの捜索に出るも、湖で溺れかけたところを逆にケンたちに助けられてしまう。結局D.C.に戻ったものの、助けられた手前告げ口をするわけにもいかず、中立の立場となってしまった。
ダラス
声 - 佐藤政道
シュウ所長が、対サイバスター戦力として呼び寄せたプロの戦闘屋。プレシオンのパイロット。シュウやサフィーネと同じく反逆者として時空の檻に閉じ込められていた1人で、共にラ・ギアスへの復讐を考えていた。だが本当は、ラ・ギアスに帰ってもう1度故郷の夕日を見たいと考えていて、地球でも日が落ちる夕日を眺めていたことがある。

### その他の人物
ゼオラ
声 - 山田禮子
ラ・ギアス人で精霊を祭った神殿を管理する神官。
染谷博士
D.C.創設者の一人でフランク博士の死の真相を知る人物。
安藤マリコ
ケン・サユリの母親。カメラマン。竜蔵と共に取材に出ていた最中に、東京で起きた謎の爆発現象に巻き込まれて命を落とす。
ビラド
声 - 千葉進歩 、少年期 - 井上瑤
DVD11巻収録の26話に登場したラ・ギアス人。ラ・ギアスに流れ着いた潤一（＝マサキ）を発見した人物で、マサキを実の弟のように思っていた。
しかし、以前から精霊崇拝を重んじるラ・ギアスの体制に対する不満と、魔装機の開発者でもあるシュウに尊敬しており、数年後、修理を完了した魔装機を駆使して数名の同志とともに反乱を起こすが、最終的には操縦者に選ばれたマサキの搭乗したサイバスターの前に敗れた。

## 登場メカ

### 魔装機神
風の魔装機神サイバスター
地球製のロボットとは比べ物にならない力を持ち、風を操ることができる。操縦者はマサキからケンに移る。飛行能力を有しているが、ほとんど飛行しない。
強力なエネルギー砲「サイフラッシュ」を装備しており、グランゾンを一瞬で消滅させるほどの威力を誇る。最終話で一度だけ使用。
炎の魔装機神ジェイファー
炎を操ることができ、プレシオンの装甲を容易く溶かすことのできるフレア現象を起こす。しかも、サイバスターと同じく瞬間移動もできる。
サイバスターを譲ったマサキが操縦者に選ばれたが、ミズキが後を継ぐことになる。
水の魔装機神ガッテス
水を操ることができる。サユリが操縦者として選ばれる。
土の魔装機神ザムジード
土を操ることができる。グランゾンを駆るサフィーネとの戦いの中でバルシオーネを喪ったリューネが操縦者として選ばれる。

### D.C.製兵器
RT
D.C.の作業用ロボット。地上用と水中用の2種類がある。倒壊した建物の近くで撤去作業を行うため、パイロットの安全が最優先で考えられており、コックピットブロックは射出できるように独立した構造になっている。作業用であるために戦闘力は皆無であり、サイバスターにはまったく歯が立たなかった。武装も施されたが、最後はプレシオンに取って代わられた。
バルシオン
D.C.創設者・フランク博士が設計したロボット。RTに比べてより人間に近い体格をしている。フランク博士亡き後もシュウたちが密かに開発を継続し、戦闘用ロボットの試作機として完成する。リューネがテストパイロットとして乗り込みサイバスター戦に駆りだされるが、まったく歯が立たずに負け続けた。最後は、サイバスターの放った風の刃に胴体を切断されて大破し、富士の樹海に放置される。
バルシオーネ
フランク博士の別荘に隠されていたバルシオンの試作機。未完成だったが、回収したバルシオンのフレームを利用することで完成する。当初は魔装機神の無いリューネの愛機として戦闘に参加した。
地球製の機体としては高いスペックを秘めているのだが、それでも魔装機神やグランゾンには全く太刀打ちできず、足手まといになることが多かった。
プレシオン
バルシオンを元に開発された戦闘用ロボット。武装は右腕に装備されている電磁投射砲。各所にRTやバルシオンの部品が流用され、バルシオン以上の性能と生産性の高さを両立している。開発後すぐに量産され、D.C.主力兵器としてサイバスターと戦った。戦闘のプロフェッショナルであるダラスたち傭兵が乗り込んでいる。
グランゾン
シュウが開発した破壊兵器。人型からタンク形態に変形する能力を持ち、マイクロブラックホール砲を始め多数の火器を搭載している。その巨体から、操縦にはパイロット1名に加えて2名のオペレータを必要とする。また、操縦席以外に指揮官席も用意されている。パイロットとしてサフィーネ、指揮官としてシュウが乗り込む。
ブラックホールを通じてラ・ギアスに侵攻するが、最後はサイバスターが放ったサイフラッシュによって消滅した。

## スタッフ
- 企画 - 渡辺繁、佐藤俊彦、川城和実
- 原作 - 松伝馬
- 監督 - うえだひでひと
- 監修 - 鳥海永行
- シリーズ構成 - 酒井あきよし
- キャラクターデザイン・総作画監督 - 伊藤岳史
- メカニックデザイン - 伊藤浩二、森木靖泰
- 美術監督 - 坂本信人
- 色彩設計 - 赤松ゆかり
- 撮影監督 - 小西一廣
- 編集 - 田熊純
- 音響監督 - 平井隆博
- 音楽 - 信田かずお、須藤賢一
- サウンドトラック - エアーズ
- 音楽プロデューサー - 井上俊次
- アニメーションプロデューサー - 石坂透、南喜長
- プロデューサー - 斎藤郁、梅下博文、松本健
- アニメーション制作 - 葦プロダクション
- 製作 - テレビ東京、NAS、バンダイビジュアル

## 主題歌
オープニングテーマ「戦士よ、起ち上がれ!」
作詞 - 工藤哲雄 / 作曲 - 坂下正俊 / 編曲 - 須藤賢一 / 歌 - 遠藤正明
エンディングテーマ「nothing」
作詞・作曲・歌 - SEE SEE / 編曲 - 鎌田雅人、WATER

## 各話リスト
| 話数 | サブタイトル     | 脚本         | 絵コンテ              | 演出                  | 作画監督          | 放送日        |
| ---- | ---------------- | ------------ | --------------------- | --------------------- | ----------------- | ------------- |
| 1    | 風の使者         | 酒井あきよし | うえだひでひと        | うえだひでひと        | 伊藤岳史 伊藤浩二 | 1999年 5月3日 |
| 2    | バルシオン       | 酒井あきよし | 小林哲也              | 小林哲也              | 永田正美          | 5月10日       |
| 3    | 東京崩壊         | 星川泰子     | 高田淳                | 高田淳                | 加藤茂            | 5月17日       |
| 4    | ラ・ギアス       | 酒井あきよし | うえだひでひと        | 棚沢隆                | 坂元大二郎        | 5月24日       |
| 5    | 武装訓練         | 星川泰子     | うえだひでひと        | 山口頼房              | 斎藤弘            | 5月31日       |
| 6    | 黒い罠           | 酒井あきよし | 加藤敏幸              | 加藤敏幸              | 辻初樹 金泰日     | 6月7日        |
| 7    | 真実とは?        | -            | -                     | -                     | -                 | 6月14日       |
| 8    | 光る土           | 酒井あきよし | 長澤剛                | 長澤剛                | 楠田悟            | 6月21日       |
| 9    | 樹海の攻防       | 神戸一彦     | 阿宮正和              | 棚沢隆                | 八橋聖            | 6月28日       |
| 10   | DC脱走           | 酒井あきよし | 小林哲也              | 小林哲也              | 永田正美          | 7月5日        |
| 11   | バルシオーネ     | 酒井あきよし | 島崎奈々子            | 土屋浩幸              | 斎藤弘            | 7月12日       |
| 12   | 神の十字軍       | 星川泰子     | うえだひでひと        | 畠山茂樹              |                   | 7月19日       |
| 13   | 風と炎の精       | 神戸一彦     | 高田淳                | 高田淳                | 加藤茂            | 7月26日       |
| 14   | プレシオン軍団   | 酒井あきよし | 奥田誠治              | 長沢剛                |                   | 8月2日        |
| 15   | 戦火の翼         | 星川泰子     | 棚沢隆                | 棚沢隆                |                   | 8月9日        |
| 16   | 裏切りの谷       | 酒井あきよし | 小林哲也              | 小林哲也              | 永田正美          | 8月16日       |
| 17   | MBH砲            | 神戸一彦     | 長沢剛                | 長沢剛                |                   | 8月23日       |
| 18   | グランゾン       | 酒井あきよし | 島崎奈々子            | 森井夏穂              | 斎藤弘            | 8月30日       |
| 19   | 水の魔装機神     | 星川泰子     | 高田淳                | 高田淳                | 伊藤岳志 加藤茂   | 9月6日        |
| 20   | 湖底の罠         | 星川泰子     | 箕ノ口克巳            | 山内富夫              |                   | 9月13日       |
| 21   | 和睦             | 酒井あきよし | 木宮茂                | 木宮茂                | 倉嶋丈康          | 9月20日       |
| 22   | 望郷             | 酒井あきよし | 島崎奈々子            | 島崎奈々子            | 永田正美          | 9月27日       |
| 23   | ザムジード       | 星川泰子     | 小林哲也              | 小林哲也              |                   | 10月4日       |
| 24   | マサキ           | 酒井あきよし | 高田淳                | 高田淳                | 村上勉            | 10月11日      |
| 25   | 異空間突破       | 酒井あきよし | 長沢剛                | 長沢剛                | 土屋幹夫 永田正美 | 10月18日      |
| 26   | 激突             | 酒井あきよし | うえだひでひと 長沢剛 | うえだひでひと 長沢剛 | 伊藤岳史 伊藤浩二 | 10月25日      |
| 26   | ラ・ギアスの攻防 | 酒井あきよし | うえだひでひと 木村寛 | うえだひでひと 木村寛 | 伊藤岳史          |               |

## 関連商品

### コミック
魔装機神サイバスター（全1巻）
画 - みづの剣士、メディアワークス刊 ISBN 9784840214032
リューネが孤立しない、マサキが死なずにミズキがザムジードの操縦者に選ばれる、シュウがグランゾンではなく闇の魔装機神グランドルに乗っているなど、アニメとは一部展開が異なっている。

### 小説
魔装機神サイバスター（上下巻）
著 - 酒井あきよし、メディアワークス刊 上巻 - ISBN 9784840213356 下巻 - ISBN 9784840213592
アニメに忠実なノベライズ。描写が人間ドラマ中心となっている。

### CD
魔装機神サイバスター オリジナルサウンドトラック VOL.1、魔装機神サイバスター オリジナルサウンドトラック VOL.2
本作のサウンドトラック。
魔装機神サイバスター The Best Music Collection
サウンドトラックのベスト盤。
「EARTH ARK」魔装機神サイバスター Vocal Edition
本作のテーマである地球環境保護をコンセプトにしたコンピレーションCD。オープニング曲「戦士よ、起ち上がれ！」のみ収録されていない。